# シェイクスピアの性的指向論争
シェイクスピアの性的指向論争 (英語: Sexuality of William Shakespeare) は、イギリスの劇作家ウィリアム・シェイクスピアの性的指向に関する論争である。

## 概要
シェイクスピアが同性愛者か両性愛者なのではないかという指摘がある。1593年5月上旬に、シェイクスピアがパトロンだった第3代サザンプトン伯爵ヘンリー・リズリーに『ヴィーナスとアドーニス』を贈った際に、ラヴレターだと思われるような内容の手紙を出していた事から、二人が恋愛関係にあったと見る学者もいた。
しかし、シェイクスピアの伝記作家イアン・ウィルソンは、「当時、クリストファー・マーロウがそうだったように同性愛は決して珍しくなかった。ヘンリー・リズリーは同性愛者だったが、シェイクスピアは信仰熱心な人だったので同性愛をソドミーだと考えていたので、同性愛者ではなかった」と結論付けている。
ちなみに、シェイクスピアはアン・ハサウェイと結婚し、子供も産まれた。ただし、いずれにしても確証が得られている訳ではない。